# Чиута (озеро)
Чиута — небольшое озеро на границе Малави и Мозамбика. Расположено к северу от озера Чилва и к югу от бессточного озера Амарамба. Озера разделены песчаным хребтом. Оба озера находятся в грабене, который простирается с северо-востока на юго-запад, к востоку от Восточно-Африканской рифтовой долины.
Озеро Чиута имеет глубину 3—4 метра и размеры от 25 до 130 квадратных километров в зависимости от времени года и количества осадков.
Существует вероятность того, что озеро полностью высохнет.
Основные промысловые виды рыб: Oreochromis shiranus shiranus, Clarias gariepinus, Barbus paludinosus. В общей сложности зарегистрировано 37 видов рыб.
Основные водные макрофиты: Potamogeton welwitschii + Ceratophyllum demersum; Eleocharis dulcis, Oryza barthii, Vossia cuspidata.

## Галерея

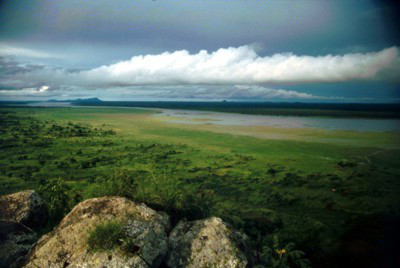
Северная часть озера
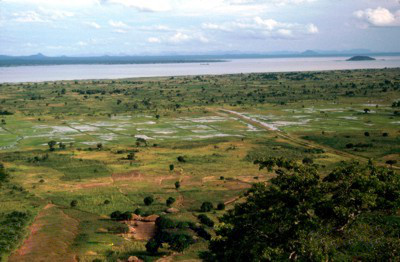
Средняя часть озера
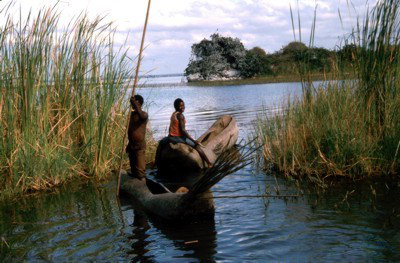
Рыбаки
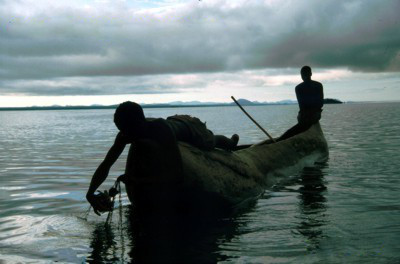
Проверка рыболовных сетей
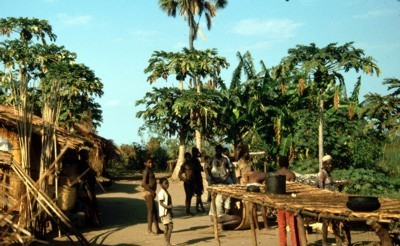
Остров Чиута
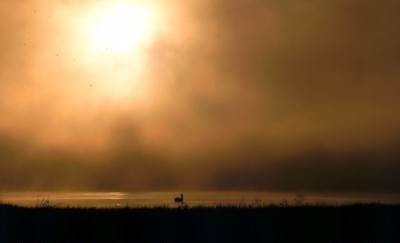
Закат на озере